# Samaná Norte
Samaná Norte je rijeka u departmanu Antioquia u Kolumbiji, pritoka rijeke Magdalene. Pripada slijevu Karipskog mora.